# August Görlach
August Görlach (* 2. April 1854 in Molschleben; † 25. März 1931 ebenda) war ein deutscher Landwirt und Politiker (DNVP, Thüringer Landbund).

## Leben
Görlach war evangelisch-lutherischer Konfession. Er machte eine landwirtschaftliche Ausbildung und lebte als Landwirt in Molschleben. 
1904 wurde er im Wahlbezirk XVII in den Gothaer Landtag gewählt, dem er bis zu seiner Auflösung im Rahmen der Novemberrevolution angehörte. Am 9. Februar 1919 wurde er für die DNVP in die Gothaer Landesversammlung gewählt. Nach den Neuwahlen zur Gothaer Landesversammlung im Mai 1920 ergab sich eine bürgerliche Mehrheit und Görlach wurde Parlamentspräsident. Auch nach der Umwandlung in eine Gebietsvertretung blieb er bis 1923 an der Spitze des Parlaments. Von 1919 bis 1920 gehörte er dem Volksrat von Thüringen an.
1920 schloss er sich dem Thüringer Landbund an und wurde für seine Partei und den Wahlkreis Sachsen-Gotha in den Thüringer Landtag gewählt, dem er bis zum Ende der ersten Wahlperiode 1921 angehörte.